# Komidzsán megye
Komidzsán megye (perzsául: شهرستان کمیجان) Irán Markazi tartományának egyik nyugati megyéje az ország középső, nyugati részén. Északkeleten Száve megye, keleten Tafres megye és Faráhán megye, délen Arák megye és Hondáb megye, nyugatról pedig Hamadán tartomány határolja. Székhelye a 7300 fős Komidzsán városa. Legnagyobb városa a 12 800 fős Miládzserd. A megye lakossága 45 296 fő. A megye két kerületre oszlik: Központi kerület, Miládzserd kerület.

## Fordítás
- Ez a szócikk részben vagy egészben  a   Komijan County című angol Wikipédia-szócikk ezen változatának fordításán alapul.  Az eredeti cikk szerkesztőit annak laptörténete sorolja fel. Ez a jelzés csupán a megfogalmazás eredetét és a szerzői jogokat jelzi, nem szolgál a cikkben szereplő információk forrásmegjelöléseként.